# Capela das Conchas

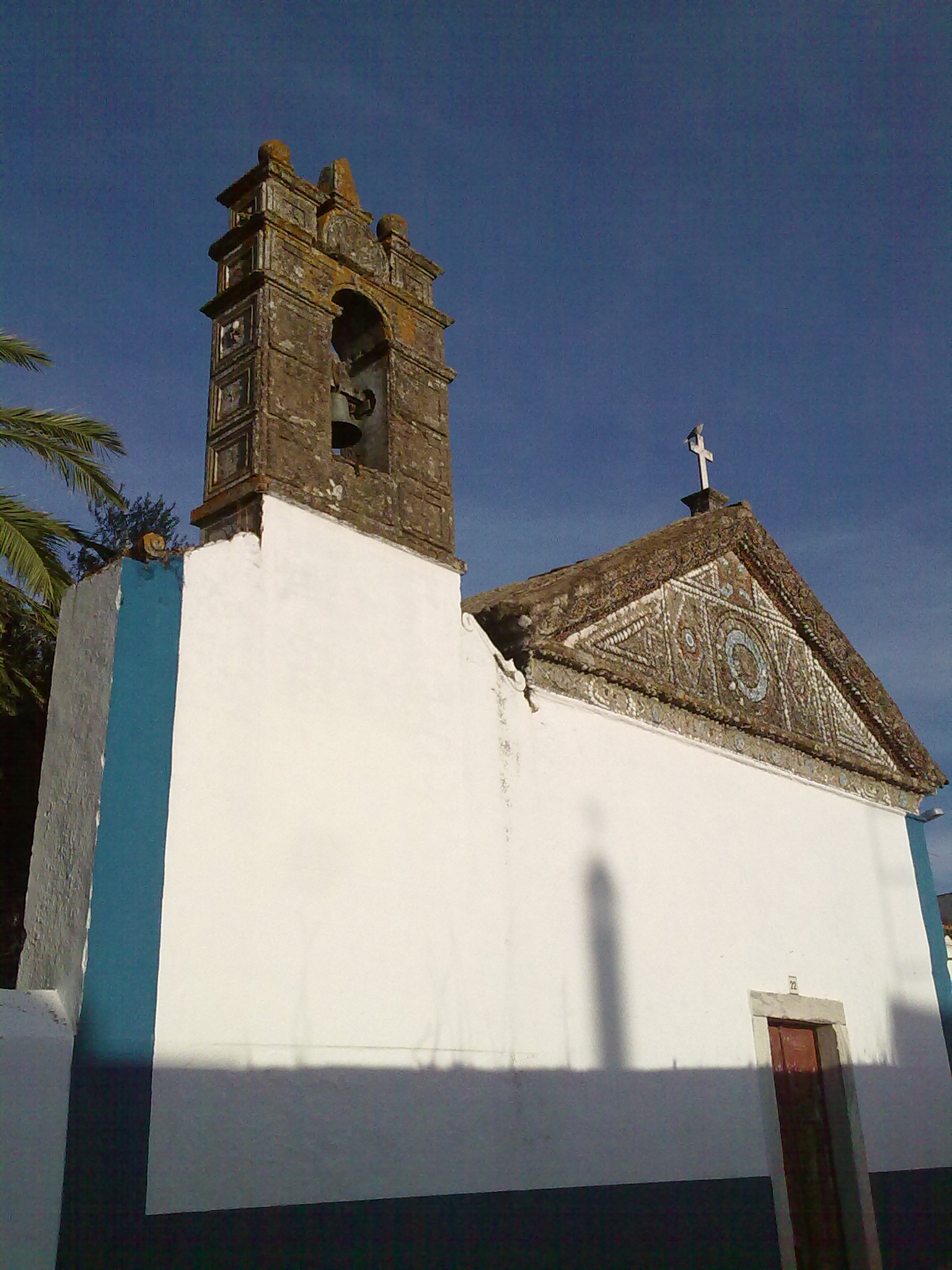
Capela das conchas

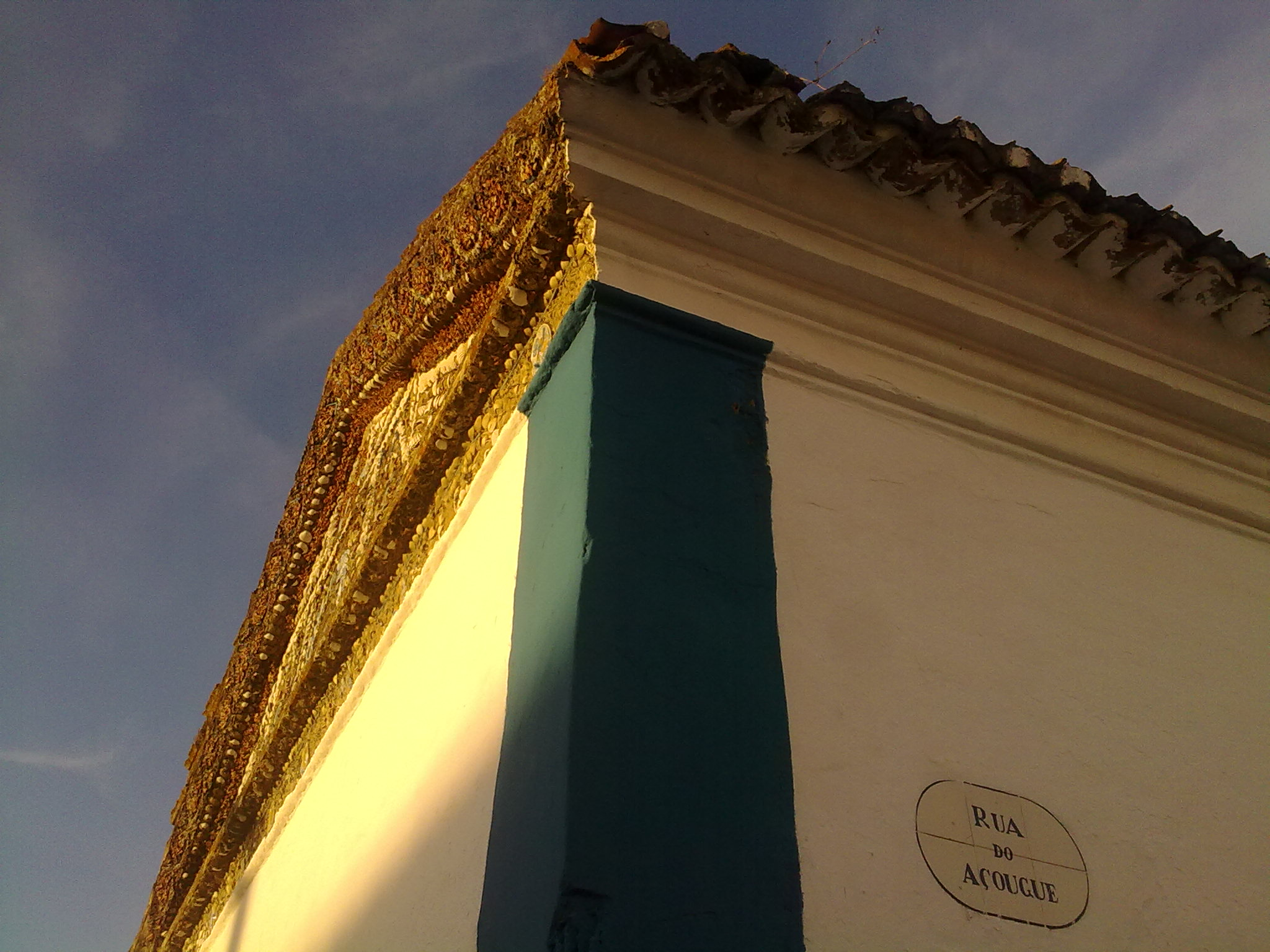
Pormenor da fachada

Capela das conchas ou capela de Nossa Senhora da Conceição é uma capela situada na localidade histórica de Alcáçovas, em Portugal.
Construída nos séculos XVII e XVIII, apresenta a particularidade de ostentar a fachada e o altar decorados com conchas.
As conchas, que dão o nome à capela, adornam também o jardim adjacente, onde é possível entrar através de uma torre com o interior coberto de conchas e cacos de porcelana antiga. Uma das paredes da capela, no espaço do jardim, encontra-se completamente revestida com um invulgar painel de desenhos coloridos feitos com conchas.
Em conjunto com o Paço dos Henriques, em cujas imediações se situam, a capela e o jardim encontram-se classificados como imóveis de interesse público pelo IPPAR, desde 1993.

## Galeria

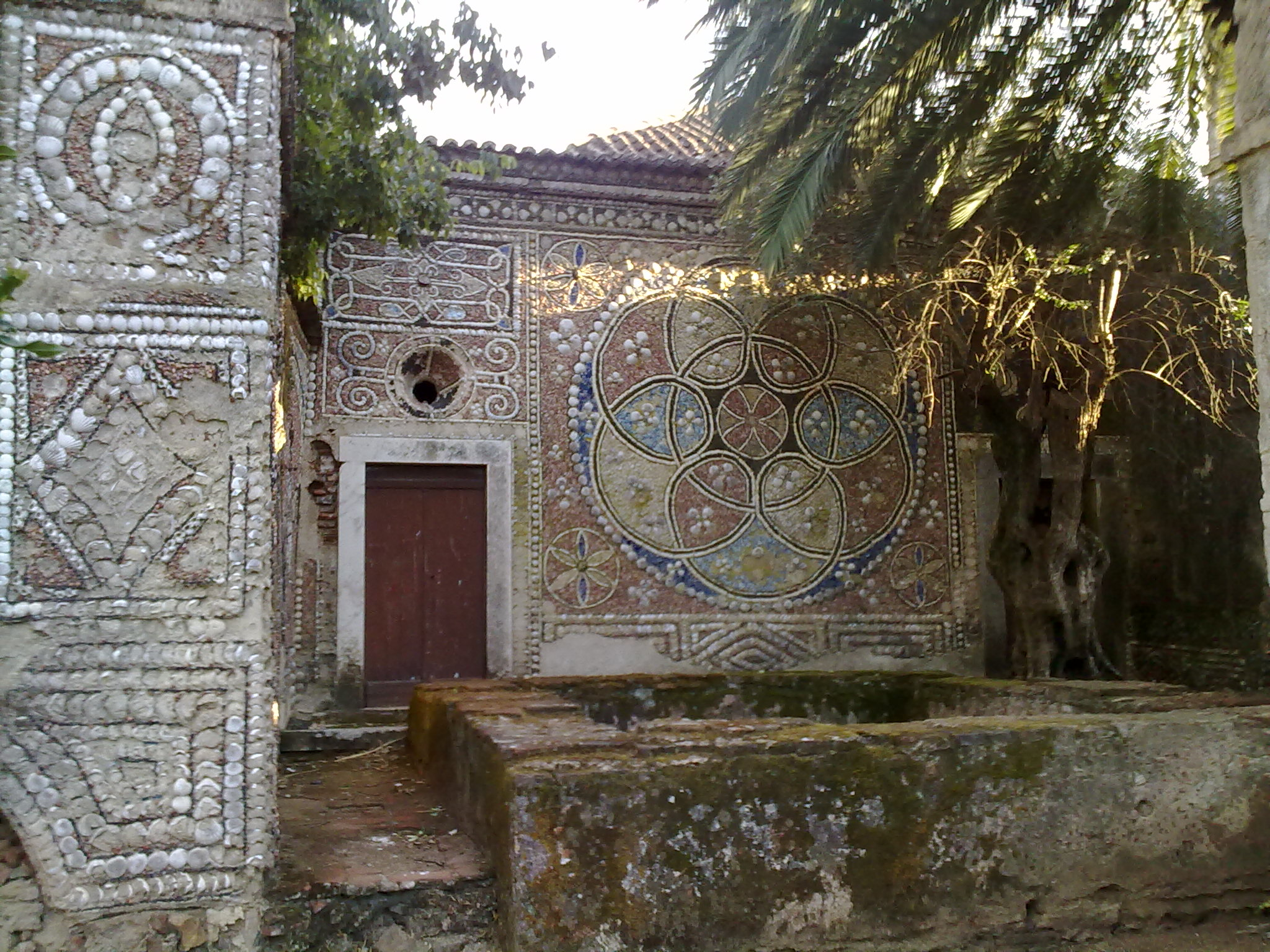
Jardim
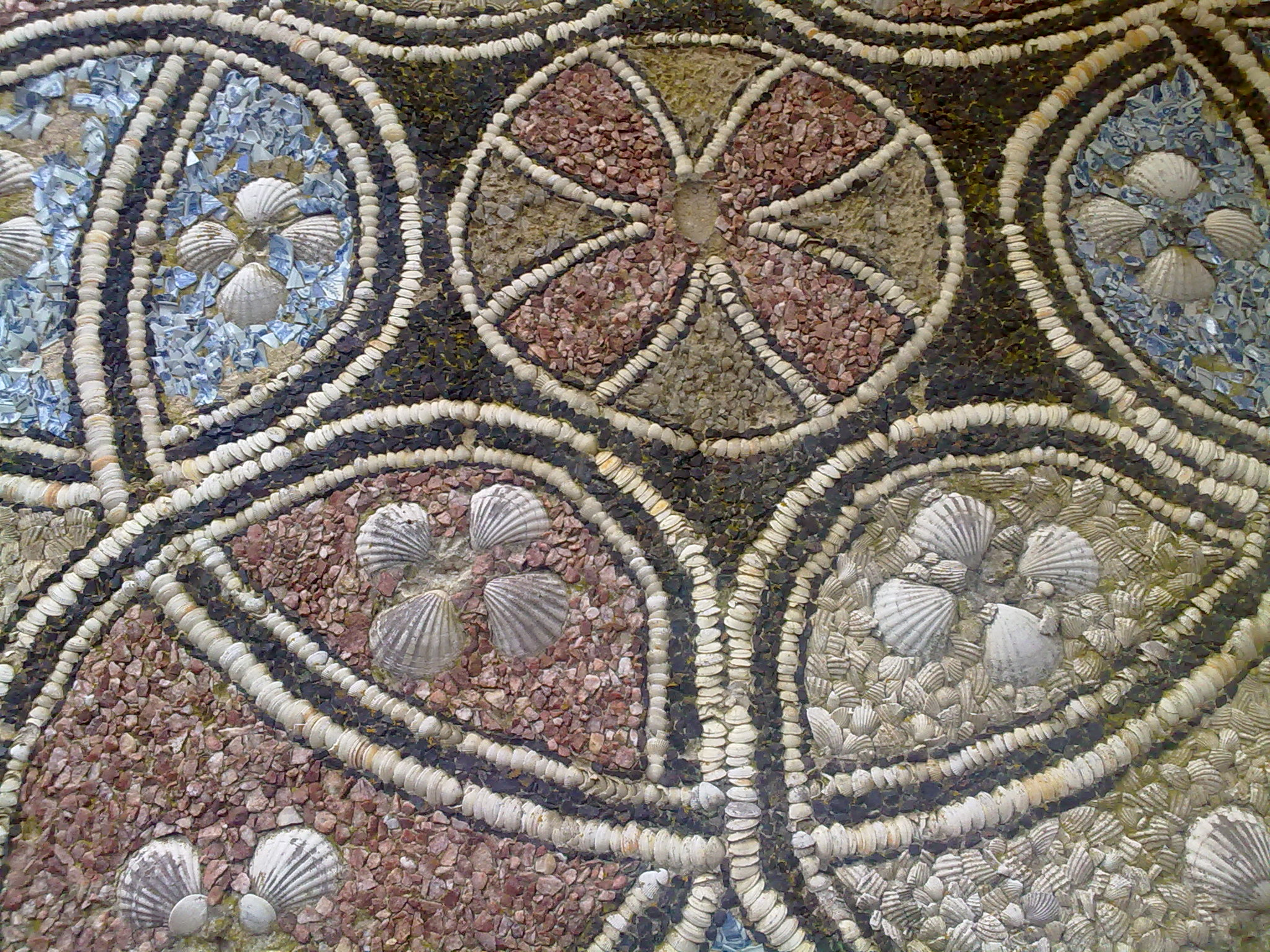
Desenho no jardim
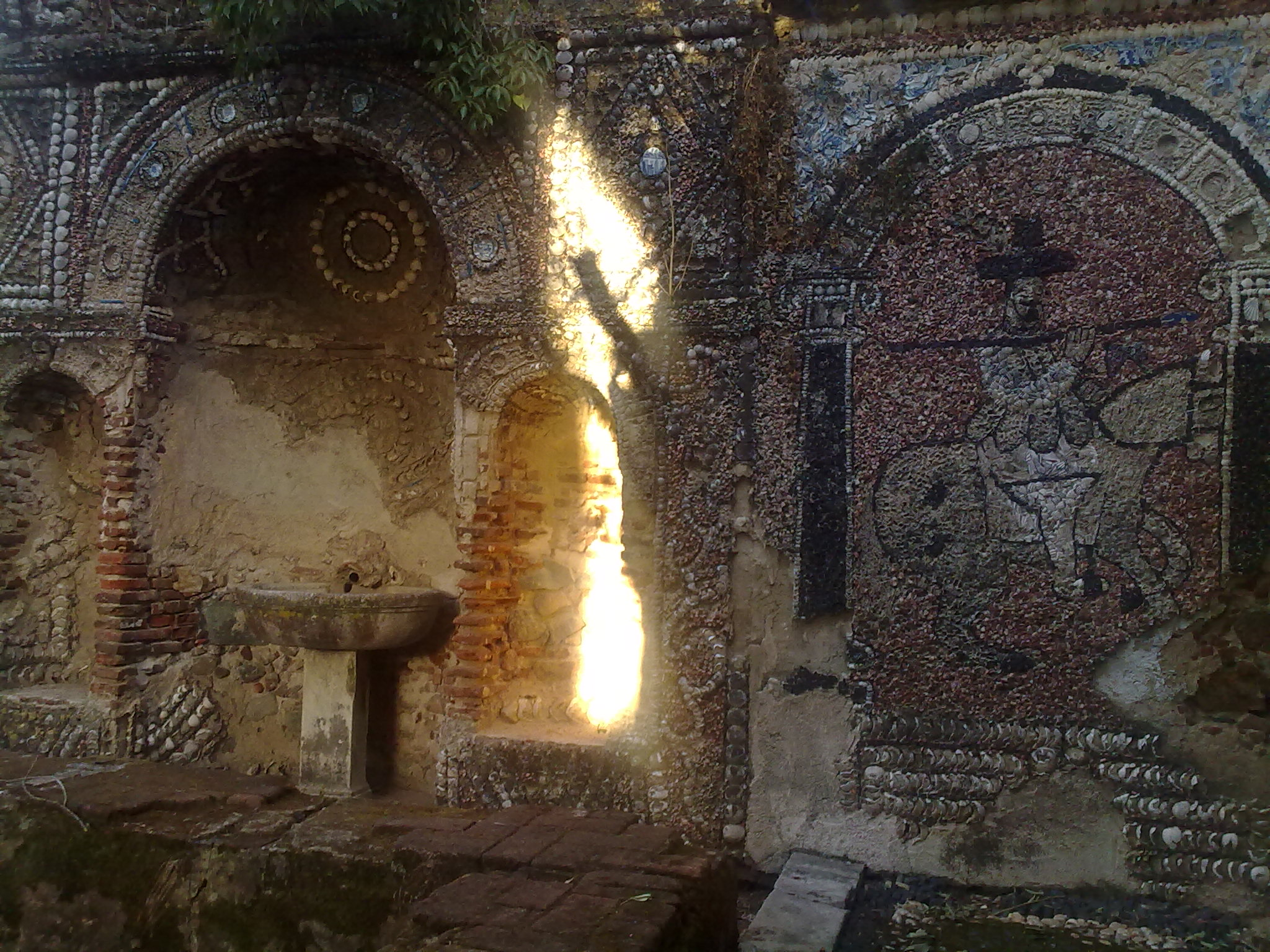
Fonte no jardim